# Stegania cararia
Stegania cararia là một loài bướm đêm trong họ Geometridae.

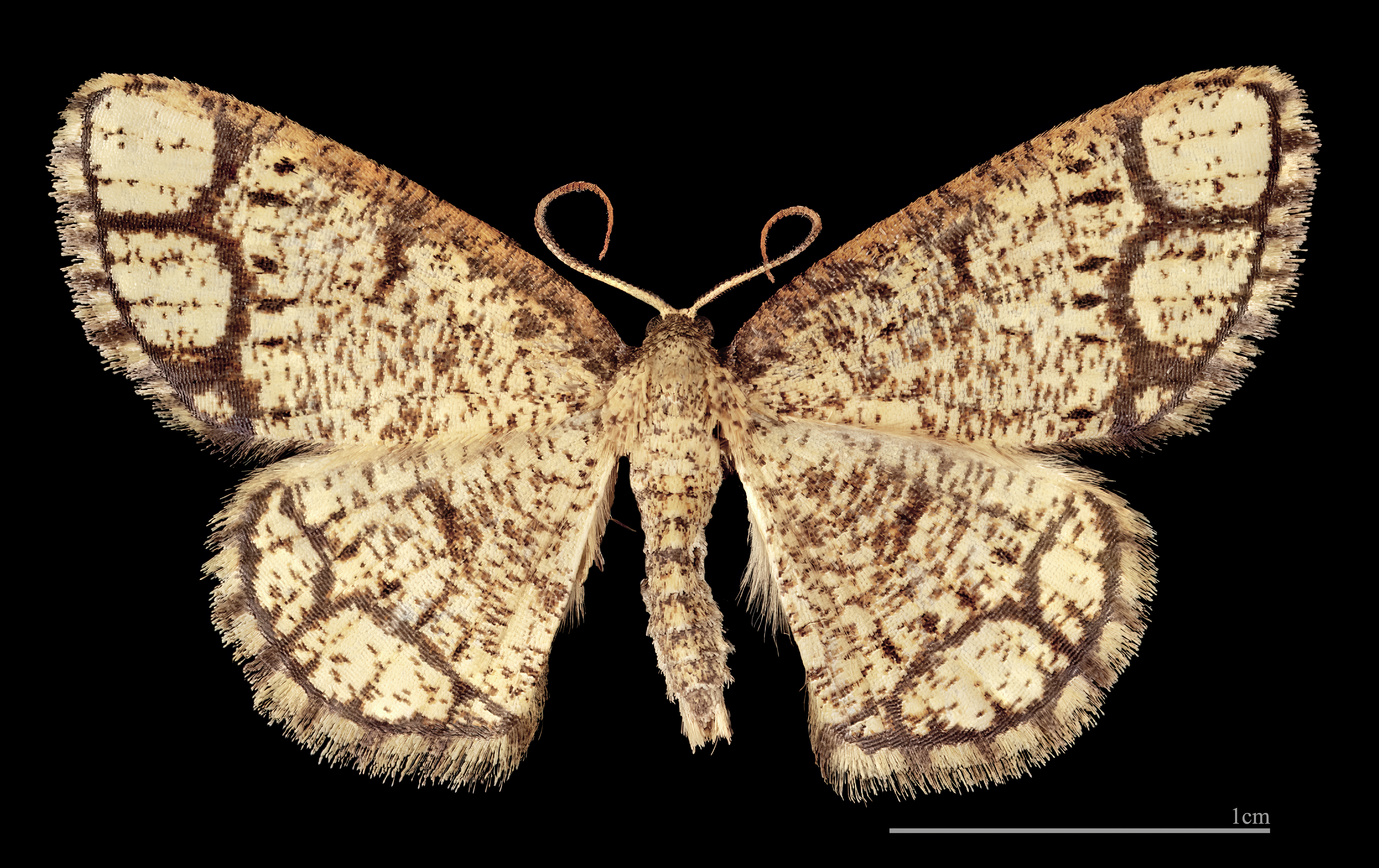
♂
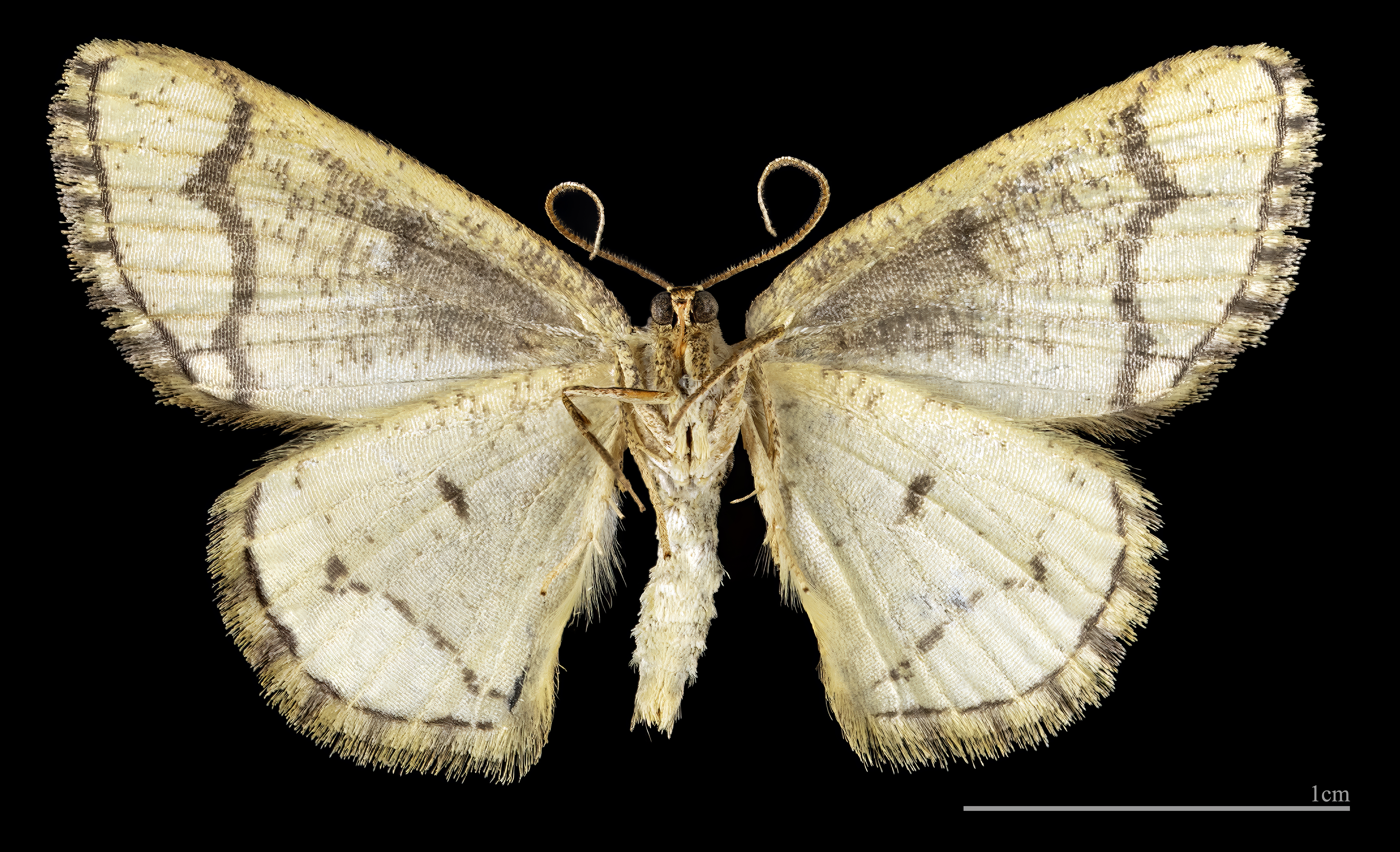
♂ △